# Margaret Garner

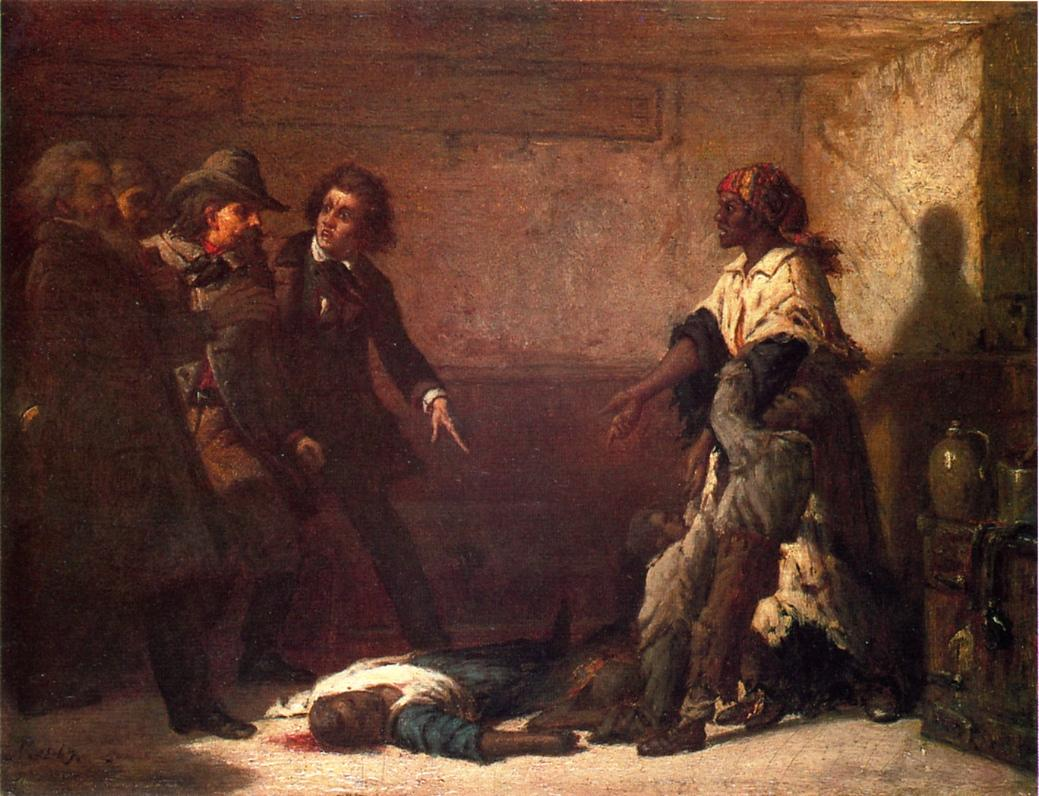
Thomas Satterwhite Noble, The Modern Medea, 1867. Il quadro fu ispirarto dalla storia di Margaret Garner

Margaret Garner, detta Peggy (1834 – 1858), è stata una schiava statunitense.

## Biografia
Come per la gran parte degli schiavi, poco è noto dell'infanzia di Margaret Garner. La donna, descritta come mulatta, nacque in schiavitù nella piantagione Maplewood, nella Contea di Boone (Kentucky); la madre era una schiava, il padre presumibilmente fu il suo stesso padrone, John Pollard Gaines. Nel 1849 la Garner sposò un suo compagno di schiavitù, Robert Garner, da cui ebbe il figlio Thomas all'inizio del 1850, pochi mesi dopo la vendita della piantagione (e, di conseguenza, degli schiavi) ad Archibald K. Gaines, fratello minore del precedente proprietario. Margaret ebbe altri tre figli, Samuel, Mary e Priscillia, che quasi sicuramente non furono figli di Robert Garner. Tutti e tre i bambini, infatti, sono stati descritti come mulatti dalla pelle chiara e ognuno di loro è nato dai cinque ai sette mesi dopo la nascita di uno dei figli legittimi di Archibald K. Gaines, presumibilmente il padre della prole di Margaret. Questa ipotesi è rafforzata dal fatto che Gaines fosse l'unico uomo bianco nella piantagione e che il concepimento dei tre figli illegittimi sarebbe avvenuto immediatamente dopo che la moglie aveva dato alla luce quelli legittimi e che dunque non fosse disponibile ad avere rapporti sessuali immediatamente dopo il parto (o in avanzato stato di gravidanza).
Il 28 gennaio 1856 Robert Garner, la moglie incinta e altri membri della famiglia fuggirono a Cincinnati, avvantaggiati dal fatto che il fiume Ohio fosse completamente congelato e quindi attraversabile a piedi. Dopo aver raggiunto Cincinnati il gruppo, composto presumibilmente da diciassette persone, si divise per evitare di essere identificato. Robert, Margaret, i quattro figli e i genitori di Robert (Simon e Mary) raggiunsero la casa di Joe Kite, lo zio di Margaret e un ex schiavo affrancato. Qui furono trovati da cacciatori di schiavi e dalle forze dell'ordine e, mentre Robert sparava colpi di pistola, Margaret uccise la figlia più piccola affinché non fosse ricondotta in schiavitù e provò a uccidere anche gli altri bambini e sé stessa prima di venire sopraffatta dagli agenti. I prigionieri furono portati in prigione e processati. Il processo durò due settimane, il che è insolito dato che i casi di schiavi fuggitivi venivano generalmente risolti in giornata. Il dilemma legale alla basa della lentezza del processo è legato al fatto che le autorità non sapessero come trattare i Garners: se come una proprietà, come previsto dalla legge riguardo agli schiavi fuggiaschi, o come persone e quindi incriminarli per l'assassinio della bambina.
I processi ebbero una grande risonanza e ogni giorno un migliaio di persone si riversavano nella cittadina per assistervi. Alla fine, il giudice Pendery stabilì che la priorità andasse alle legislazioni federali, che davano priorità alla fuga degli schiavi rispetto all'omicidio. Fu quindi stabilito che Margaret, Robert e i loro figli superstiti tornassero in Kentucky e nella piantagione di Archibald Gaines; durante il tragitto, tuttavia, un incidente nautico fece cadere nel fiume sia Margaret che la bambina di nove mesi che teneva in braccio. La piccola annegò e la stessa Garner tentò di affogarsi prima di venire salvata. Quando le autorità dell'Ohio diedero il via libera per procedere con il processo per omicidio Gaines cominciò a nascondere i Garner per evitare l'arresto di Margaret, che fu continuamente spostata da piantagione in piantagione. Nel 1870 il Cincinnati Chronicle riuscì a rintracciare Robert Garner, che rivelò che lui e la moglie avevano lavorato a New Orleans e poi nel 1857 erano stati venduti al giudice Dewitt Clinton Bonham, che li portò nella sua piantagione in Mississipi. Qui, Margaret morì di febbre tifoide.

## Nella cultura di massa
Il processo dei Garner e, in particolare, l'infanticidio commesso da Margaret ebbero grande risonanza e il caso fu strumentalizzato sia dagli schiavisti che dagli abolizionisti: i primi lo usarono come prova della violenza e disumanità degli schiavi di colore, mentre gli ultimi evidenziarono gli orrori della schiavitù mostrando come una madre fosse disposta ad uccidere i suoi stessi figli pur di non renderli vittime dei soprusi e della violenza perpetrata contro di loro dai padroni.
Durante l'ultima delle udienze l'abolizionista Lucy Stone prese la parola in difesa di Margaret e, additando la carnagione chiara dei figli di Margaret, parlò alla corte di come i piccoli Garner fossero evidentemente il frutto di uno stupro subito dalla schiava da parte del padrone e che Margaret avesse cercato solo di risparmiare ai figli una sorte del genere.
La storia di Margaret Garner fu d'ispirazione a Toni Morrison nella stesura del suo romanzo Amatissima.